# Braun
Braun GmbH — немецкая машиностроительная компания, производитель потребительских и бытовых электроизделий, таких, как: электробритвы, утюги, электрочайники, мясорубки, приборы ухода за волосами, приборы персональной диагностики и так далее.
Штаб-квартира компании находится в Германии, в маленьком городке Кронберге.

## Деятельность компании
Помимо Германии, продукцию Braun производят в: Великобритании, Ирландии, Испании, Венгрии, Польше, Чехии, Мексике, Румынии и Китае. Деятельность компании происходит в основном в сегменте мелкой бытовой техники. Объём этого сегмента оценивается в 2 млрд $.
Braun предлагает более 200 продуктов в 11 группах товаров: мужские электробритвы, электрические зубные щётки, товары по уходу за волосами, женские эпиляторы, ушные термометры, оборудование для кухни, кофеварки, кофемолки, ручные блендеры, соковыжималки, утюги, будильники.
В 6 из этих групп Braun уже давно был признан мировым лидером — это мужские электробритвы, женские эпиляторы, продукция по уходу за полостью рта, фены, блендеры и ушные термометры. На эти шесть категорий приходится 80 % продаж техники Braun.
Продукция Braun делится на следующие категории:
- Бритьё и уход за телом (электрическое бритьё, бритьё волос и бороды)
- Уход за полостью рта (сейчас — под маркой Oral-B)
- Уход за красотой (уход за волосами и эпиляция)
- Здоровье (ушные термометры, аппараты для измерения давления)
- Еда и напитки (кофеварки, кофемолки, тостеры, блендеры, мясорубки, соковыжималки)
- Утюги
- Часы и калькуляторы (ручные, настольные, настенные часы; калькуляторы)

## История
- В 1921 году немецкий инженер-механик Макс Браун открыл небольшой инженерный магазин во Франкфурте-на-Майне. В 1923 он начал выпускать детали для радиоприемников. В 1928 году благодаря использованию надежного пластика компания выросла до такой степени, что ей пришлось переезжать в новые помещения на Idsteiner Strasse.[1]
- В 1929, через восемь лет после открытия магазина, Макс Браун начал производство цельных радиоприемников. Вскоре после этого Braun стала одним из лидеров по производству радио. Развитие продолжалось и вскоре было запущено изготовление первого радио, совмещённого с проигрывателем (1932).
- В 1935 году был представлен бренд Braun, а также появился знаменитый логотип с приподнятой «А». В 1937 году на Всемирной выставке в Париже Макс Браун был удостоен награды За особые заслуги в звукозаписи. Через три года в компании работало уже более тысячи человек.
- Braun продолжила производство радио- и аудиоаппаратуры с великолепным дизайном и скоро стала известна как производитель высококачественных проигрывателей, включая знаменитую серию SK. В 1954 году компания начала производство диапроекторов — основы их бизнеса на следующие 40 лет. К 1956 выпущен первый диапроектор с автоматической подачей слайдов — PA 1. Во всех проекторах использовались прямые или линейные лотки для слайдов, что в отличие от лотков карусельного типа позволяло изделиям оставаться небольшими и компактными.
- 50-е годы также были отмечены началом производства продукции, принесшей компании мировую славу, а именно электрических бритв. Первой бритвой от Braun была S 50. Дизайн бритвы был разработан в 1938 году, но Вторая мировая война задержала её выпуск до 1951 года.[2] Эта модель включала в себя вибрирующий бритвенный блок с тонкой, но прочной сеточной системой. Этот принцип используется в бритвах Braun по сей день.
- В 1962 году Braun становится открытым акционерным обществом. В 1963 при помощи американской фирмы-изготовителя Shure компания начинает выпускать микрофоны. Вся изготовляемая продукция была оформлена в гладком спокойном стиле функционализма.
- В 1967 году 30 % акций компании было приобретено корпорацией Gillette Group.
- К началу 70-х годов компания сконцентрировала внимание на производстве домашней бытовой техники, включая бритвы, кофеварки, часы и радиоприемники. Производство серии проекторов и hi-fi аппаратуры было прекращено. В 1988 ОАО Braun было трансформировано в частную компанию.
- В 1981 году отделение аудио было превращено в Braun Electronic GmbH. Последний аудио-сет был выпущен в 1990, после чего бизнес был приостановлен. Также в 1980-х годах отделение фото и проекторов было продано Robert Bosch GmbH.
- К середине 1990-х Braun являлась одним из лидеров по производству бытовой техники, однако в это время стал подниматься вопрос рентабельности производства. Многие конкуренты создавали более дешевые аналоги для продажи в странах с низким доходом у населения. Чтобы компенсировать значительные потери в бюджете и ущерб, нанесённый престижу компании, Braun подала в суд на обидчиков.
- В конце 1990-х Braun и Gillette понесли убытки в сразу нескольких областях. В целях повышения рентабельности в Gillette было принято решение о продаже некоторых убыточных продуктов, таких как электрические зубные щетки, кухонные принадлежности и термометры, однако из-за отсутствия покупателей от этой идеи пришлось отказаться. Продажи Braun в этих областях восстановились ближе к 2000-м.
- В 2005 году Gillette была выкуплена компанией Procter & Gamble и 30 % компании Braun стало принадлежать P&G.

## Браун-стиль
Своеобразный дизайн продукции Braun, разрабатываемый под руководством дизайнера Ф. Айхлера, вызвал большой резонанс на рынке массовых товаров, потеснив господствующий на тот момент стайлинг, и открыл эпоху неофункционализма в проектировании бытовых предметов. С середины 1950-х годов на основе дизайна фирмы Braun стало развиваться стилевое направление в формообразовании предметов, характеризующееся отсутствием декора, максимальным лаконизмом формы и сдержанностью в колористическом решении. Это направление впоследствии получило название «браун-стиль». С 1962 года по 1995 год главным дизайнером в компании был Дитер Рамс, сформулированные им 10 принципов дизайна являются актуальными и по сей день.